# Суперкубок Боснії і Герцеговини з футболу
Суперку́бок Бо́снії і Герцегови́ни з футбо́лу — одноматчевий турнір, у якому грають володар кубка Боснії і Герцеговини та чемпіон попереднього сезону. У випадку, якщо кубок і чемпіонат виграла одна команда, то вона і стає володарем цього трофею. Проходив з 1997 по 2001 рік. Після завершення сезону 2023–24 років Суперкубок було відновлено.

## Фінали
| Рік       | Переможець    | Фіналіст      | Рахунок       | Примітки                            |
| --------- | ------------- | ------------- | ------------- | ----------------------------------- |
| 1997      | Сараєво       | Челік         | 1-3 2-0 (ч)   | вдома та в гостях                   |
| 1998      | Желєзнічар    | Сараєво       | 4-0           | один матч                           |
| 1999      | Босна Високо  | Сараєво       | 2-2 пен. 5-4  | один матч                           |
| 2000      | Желєзнічар    | Бротньо       | 0-0 3-1       | вдома та в гостях                   |
| 2001      | Желєзнічар    | —             | н/п           | Желєзнічар виграв чемпіонат і кубок |
| 2002—2023 | не проводився | не проводився | не проводився | не проводився                       |
| 2024      | Зрінськи      | 1:0           | Борац         | один матч                           |